# Dykerikompani

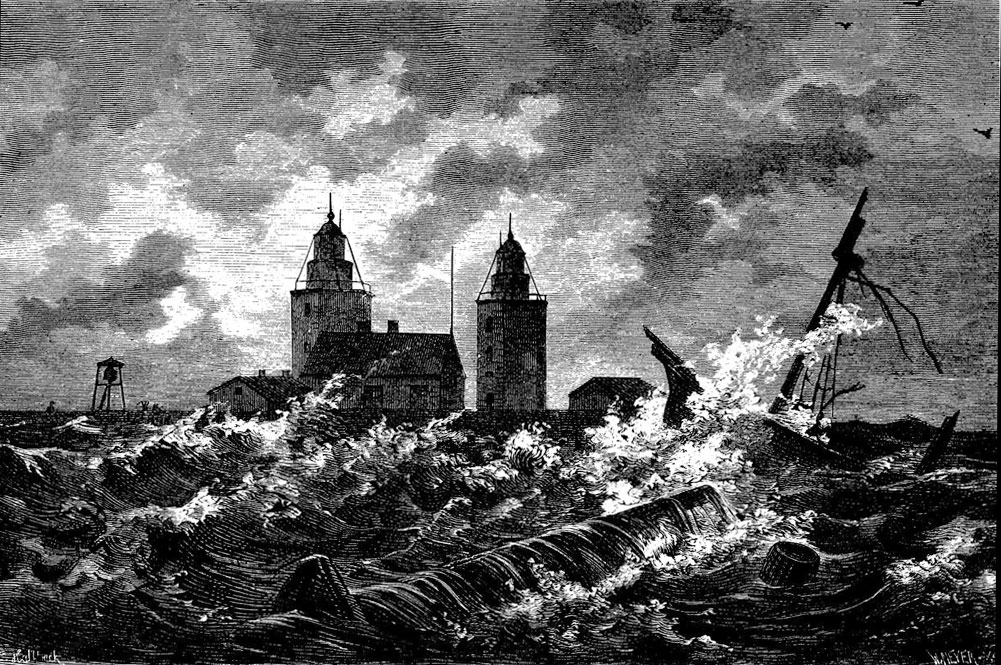
Under 1700-talet fanns en dykstation på Nidingen ledd av Södra dykeri- och bärgningskompaniet. Här en dramatisk avbildning av ön tillsammans med ett skepp som håller på att gå i kvav, från 1874 då dykerikompaniet sedan länge lagts ned.

Dykerikompanier var de monopolskyddade företag i Sverige som under perioden 1687-1831 hade tillstånd att bärga fartyg och skeppsvrak längs de svenska kusterna. Dykerikompanierna stod under statlig kontroll, hade viss officiell prägel och fanns utplacerade längs kusten. De bemannades av dykerikommissarier, uppsyningsmän och övriga anställda. För att hindra de anställda att för egen vinning stjäla eller plundra från vraken utövades mycket hård intern kontroll och höga straff. 

## Historik
Äldsta kända källa som nämner dykning för att bärga gods i Sverige härstammar från 1663, då tysken Hans Albrecht von Treuleben fick kungligt privilegium, det vill säga monopol, att inom Sveriges kuster bedriva "dykeri- och bärgningsaffärer", vilket innebar bärgning av grundstötta fartyg och vrak. 1667 års svenska sjölag skapades bland annat för att förbättra bärgningsväsendet och uppmuntra till bildandet av organiserad verksamhet för bärgning av grundstötta fartyg, samtidigt som lagen avsåg att hindra vrakplundring och strandrov. 
År 1692 bildades Södra dykeri- och bärgningskompaniet av köpmännen Jöran Holst och Sifvert Dietrichsen i Helsingborg, som under tio år fick monopol att bärga fartyg och dyka efter gods utmed Skånes, Hallands, Göteborgs och Bohusläns kuster. Privilegiet förnyades upprepade gånger under 1700-talet, ända fram till 1797. Bland annat upprättade företaget en dykstation på Nidingen med upplag av bärgningsredskap, jämte ett stort magasin för förvaring av gods. Från mitten av 1730-talet leddes kompaniet av Helsingborgs borgmästare Petter Pihl d.y. och efter hans död 1759 togs företaget  snart över av köpmannen Fredrik Wilhelm Cöster d.ä.. Under alla dessa år genererade Dykerikompaniet stora förmögenheter till släkterna Pihl och Cöster.
År 1729 bildade Mårten Triewald Norra dykerikompaniet, som fick samma rättigheter vid rikets övriga kuster. Vid riksdagarna framfördes ofta klagomål över dykerikompaniernas verksamhet. Deras hjälp var svår att få och alltid kostsam. År 1799 upphörde Norra dykerikompaniet och 1802 Södra dykerikompaniet. Samma år bildades istället ett för hela Sverige gemensamt Dykeri- och bärgningskompani med säte i Stockholm, men även detta företag fick utstå mycket kritik. År 1823 fick alla svenska medborgare rätt att inom svenskt område i öppna sjön fiska upp övergivna skeppsankare. År 1827 författade Johan Patrik Ljungström Strödda anteckningar, rörande dykeri- och lots-inrättningarna, där han presenterade idéer för införande av en privat sektor motsvarande de dittillsvarande statliga dykerikompanierna. År 1829 utökades rättigheterna till att alla svenskar från havsbottnen fick ta upp fartyg och varor som övergivits av ägaren eller dykerikompaniet. Tre år senare upphörde dykeri- och bärgningskompaniet. År 1869 bildades Bärgnings- och dykeriaktiebolaget Neptun i Stockholm, på initiativ av redaren och kommunalpolitikern Edward O. Liljewalch.